# Eremophysa
Eremophysa is een geslacht van vlinders van de familie Uilen (Noctuidae), uit de onderfamilie Hadeninae.

## Soorten
- E. acharis Püngeler, 1901
- E. apotheina Brandt, 1938
- E. argillosa Boursin, 1970
- E. calamistis Hampson, 1905
- E. gracilis Brandt, 1941
- E. hedygramma Brandt, 1941
- E. jabaliya Wiltshire, 1987
- E. omanensis Boursin, 1970
- E. roehrei Boursin, 1961
- E. scrophulariae Wiltshire, 1952